# Edwardsville (Kansas)
Pour les articles homonymes, voir Edwardsville (homonymie).
Edwardsville est une ville du comté de Wyandotte, situé dans le Kansas, aux États-Unis. Sa population s’élevait à 4 340 habitants lors du recensement de 2010.
Elle fait partie d'une fédération de villes (Unified Government) centrée autour de Kansas City, et comprenant également Bonner Springs.